# Campeonato Mundial de Natação em Piscina Curta de 2016 - 50 m costas feminino
A prova dos 50 metros nado costas feminino do Campeonato Mundial de Natação em Piscina Curta de 2016 foi disputado entre os dias 9 de dezembro e 10 de agosto no Centro WFCU em Windsor, Canadá.

## Recordes
Antes desta competição, os recordes mundiais e do campeonato nesta prova eram os seguintes:
|                       | Nome            | Nacionalidade | Tempo | Local | Data                  |
| --------------------- | --------------- | ------------- | ----- | ----- | --------------------- |
| Recorde mundial       | Etiene Medeiros | Brasil        | 25,67 | Doha  | 7 de dezembro de 2014 |
| Recorde do campeonato | Etiene Medeiros | Brasil        | 25,67 | Doha  | 7 de dezembro de 2014 |

## Medalhistas
| Ouro                  | Prata                | Bronze                 |
| Etiene Medeiros (BRA) | Katinka Hosszú (HUN) | Alexandra DeLoof (USA) |

## Resultados

### Eliminatórias
As eliminatórias ocorreram dia 9 de dezembro com um total de 86 nadadoras.
| Colocação | Bateria | Raia | Nome                    | Nacionalidade            | Tempo   | Notas |
| --------- | ------- | ---- | ----------------------- | ------------------------ | ------- | ----- |
| 1.        | 9       | 0    | Alexandra DeLoof        | Estados Unidos           | 26,25   | Q     |
| 2.        | 8       | 4    | Emily Seebohm           | Austrália                | 26,43   | Q     |
| 3.        | 7       | 4    | Etiene Medeiros         | Brasil                   | 26,48   | Q     |
| 4.        | 8       | 6    | Kylie Masse             | Canadá                   | 26,57   | Q     |
| 5.        | 8       | 5    | Daryna Zewina           | Ucrânia                  | 26,63   | Q     |
| 5.        | 8       | 7    | Kira Toussaint          | Países Baixos            | 26,63   | Q     |
| 7.        | 9       | 4    | Katinka Hosszú          | Hungria                  | 26,70   | Q     |
| 8.        | 9       | 5    | Georgia Davies          | Reino Unido              | 26,74   | Q     |
| 9.        | 7       | 3    | Mie Nielsen             | Dinamarca                | 26,75   | Q     |
| 10.       | 6       | 2    | Isabella Arcila Hurtado | Colômbia                 | 26,76   | Q     |
| 11.       | 9       | 3    | Marija Kamieniewa       | Rússia                   | 26,82   | Q     |
| 12.       | 8       | 2    | Kathleen Dawson         | Reino Unido              | 26,84   | Q     |
| 13.       | 7       | 5    | Maaike de Waard         | Países Baixos            | 26,87   | Q     |
| 14.       | 7       | 6    | Simona Baumrtová        | Chéquia                  | 26,93   | Q     |
| 15.       | 7       | 1    | Silvia Di Pietro        | Itália                   | 26,95   | Q     |
| 16.       | 9       | 7    | Wang Xueer              | China                    | 27,01   | Q     |
| 17.       | 7       | 7    | Andrea Berrino          | Argentina                | 27,03   |       |
| 18.       | 8       | 3    | Minna Atherton          | Austrália                | 27,14   |       |
| 19.       | 9       | 2    | Liu Xiang               | China                    | 27,20   |       |
| 20.       | 7       | 2    | Emi Moronuki            | Japão                    | 27,22   |       |
| 21.       | 9       | 6    | Melanie Henique         | França                   | 27,37   |       |
| 22.       | 7       | 9    | Eygló Gústafsdóttir     | Islândia                 | 27,44   |       |
| 23.       | 6       | 6    | Clara Smiddy            | Estados Unidos           | 27,47   |       |
| 23.       | 9       | 1    | Silvia Scalia           | Itália                   | 27,47   |       |
| 25.       | 9       | 8    | Julie Jensen            | Dinamarca                | 27,51   |       |
| 26.       | 8       | 1    | Mathilde Cini           | França                   | 27,71   |       |
| 27.       | 8       | 0    | Ida Lindborg            | Suécia                   | 27,77   |       |
| 28.       | 6       | 5    | Hilary Caldwell         | Canadá                   | 27,80   |       |
| 28.       | 8       | 8    | Caroline Pilhatsch      | Áustria                  | 27,80   |       |
| 30.       | 6       | 8    | Tayla Lovemore          | África do Sul            | 27,82   |       |
| 31.       | 6       | 0    | Naomi Ruele             | Botswana                 | 27,94   |       |
| 32.       | 6       | 4    | Mariella Venter         | África do Sul            | 27,95   |       |
| 33.       | 7       | 0    | Miki Takahashi          | Japão                    | 28,01   |       |
| 34.       | 6       | 7    | Wong Toto Kwan To       | Hong Kong                | 28,05   |       |
| 34.       | 7       | 8    | Hanna Rosvall           | Suécia                   | 28,05   |       |
| 36.       | 6       | 3    | Karolína Hájková        | Eslováquia               | 28,59   |       |
| 36.       | 6       | 9    | Lushavel Stickland      | Samoa                    | 28,59   |       |
| 38.       | 5       | 2    | Amel Melih              | Argélia                  | 28,62   |       |
| 39.       | 5       | 5    | Natthanan Junkrajang    | Tailândia                | 28,76   |       |
| 40.       | 4       | 4    | Celina Marquez          | El Salvador              | 28,81   |       |
| 40.       | 5       | 0    | Ugne Mazutaityte        | Lituânia                 | 28,81   |       |
| 42.       | 4       | 2    | Lauren Hew              | Ilhas Caimã              | 28,86   |       |
| 43.       | 5       | 9    | Kimiko Raheem           | Sri Lanka                | 28,89   |       |
| 44.       | 4       | 5    | Caylee Watson           | Ilhas Virgens Americanas | 28,92   |       |
| 45.       | 5       | 4    | Hanna-Maria Seppälä     | Finlândia                | 29,07   |       |
| 46.       | 5       | 3    | Maana Patel             | Índia                    | 29,19   |       |
| 47.       | 5       | 7    | Sylvia Brunlehner       | Quênia                   | 29,20   |       |
| 48.       | 6       | 1    | Alexus Laird            | Seicheles                | 29,39   |       |
| 49.       | 4       | 3    | Hoong En Qi             | Singapura                | 29,72   |       |
| 50.       | 4       | 7    | Jade Howard             | Zâmbia                   | 29,79   |       |
| 51.       | 5       | 1    | Karen Vilorio           | Honduras                 | 29,81   |       |
| 52.       | 5       | 8    | Gabriela Ņikitina       | {{\|LTU}}                | 29,98   |       |
| 53.       | 4       | 6    | Mónica Ramírez Abella   | Andorra                  | 30,17   |       |
| 54.       | 1       | 7    | Anastasia Bogdanovski   | Macedônia do Norte       | 30,22   |       |
| 55.       | 4       | 9    | Maria Arrua             | Paraguai                 | 30,50   |       |
| 56.       | 3       | 5    | Jennifer Rizkallah      | Líbano                   | 30,60   |       |
| 57.       | 3       | 6    | Izzy Joachim            | São Vicente e Granadinas | 30,73   |       |
| 58.       | 3       | 2    | Jamaris Washshah        | Ilhas Virgens Americanas | 30,83   |       |
| 59.       | 4       | 0    | Danielle Titus          | Barbados                 | 30,86   |       |
| 60.       | 4       | 1    | Estellah Fils Rabetsara | Madagáscar               | 30,96   |       |
| 61.       | 3       | 4    | Alma Castillo           | Paraguai                 | 31,01   |       |
| 62.       | 2       | 1    | Colleen Furgeson        | Ilhas Marshall           | 31,13   |       |
| 63.       | 3       | 3    | Alison Jackson          | Ilhas Caimã              | 31,25   |       |
| 64.       | 2       | 6    | Lea Ricart Martinez     | Andorra                  | 31,74   |       |
| 65.       | 3       | 0    | Bisma Khan              | Paquistão                | 31,91   |       |
| 66.       | 3       | 1    | Shanice Paraka          | Papua-Nova Guiné         | 32,22   |       |
| 67.       | 2       | 5    | Gabriela Hernandez      | Nicarágua                | 32,28   |       |
| 68.       | 2       | 7    | Sonia Tumiotto          | Tanzânia                 | 32,44   |       |
| 69.       | 3       | 7    | Rahaf Baqleh            | Jordânia                 | 32,49   |       |
| 70.       | 2       | 3    | Tiareth Cijntje         | Curaçau                  | 32,57   |       |
| 71.       | 3       | 9    | Flaka Pruthi            | Kosovo                   | 32,66   |       |
| 72.       | 2       | 4    | Gabby Gittens           | Antígua e Barbuda        | 32,78   |       |
| 73.       | 2       | 8    | Annie Hepler            | Ilhas Marshall           | 32,92   |       |
| 74.       | 3       | 8    | Alesia Neziri           | Albânia                  | 33,37   |       |
| 75.       | 2       | 2    | Dara Al-Bakry           | Jordânia                 | 33,67   |       |
| 76.       | 1       | 6    | Robyn Young             | Essuatíni                | 33,96   |       |
| 77.       | 2       | 0    | Ammara Pinto            | Malawi                   | 34,03   |       |
| 78.       | 2       | 9    | Aishath Sausan          | Maldivas                 | 34,29   |       |
| 79.       | 1       | 4    | Tilali Scanlan          | Samoa Americana          | 34,70   |       |
| 80.       | 1       | 5    | Tayamika Chang'anamuno  | Malawi                   | 38,34   |       |
| 81.       | 1       | 2    | Calina Panuve           | Tonga                    | 40,06   |       |
| 82. !     | 1       | 3    | Kokoe Vanessa Ahyee     | Costa do Marfim          | 99,99 ! | DNS   |
| 82. !     | 4       | 8    | Cheyenne Rova           | Fiji                     | 99,99 ! | DNS   |
| 82. !     | 5       | 6    | Felicity Passon         | Seicheles                | 99,99 ! | DNS   |
| 82. !     | 8       | 9    | Yekaterina Rudenko      | Cazaquistão              | 99,99 ! | DNS   |
| 82. !     | 9       | 9    | Fanny Teijonsalo        | Finlândia                | 99,99 ! | DNS   |

### Semifinal
A semifinal  ocorreu dia 9 de dezembro.

#### Semifinal 1
| Colocação | Raia | Nome                    | Nacionalidade | Tempo | Notas            |
| --------- | ---- | ----------------------- | ------------- | ----- | ---------------- |
| 1.        | 4    | Emily Seebohm           | Austrália     | 26,33 | Q                |
| 2.        | 5    | Kylie Masse             | Canadá        | 26,34 | Q,               |
| 3.        | 7    | Kathleen Dawson         | Reino Unido   | 26,44 | Q                |
| 4.        | 3    | Kira Toussaint          | Países Baixos | 26,52 |                  |
| 4.        | 6    | Georgia Davies          | Reino Unido   | 26,52 |                  |
| 6.        | 2    | Isabella Arcila Hurtado | Colômbia      | 26,72 | Recorde nacional |
| 7.        | 1    | Simona Baumrtová        | Chéquia       | 26,90 |                  |
| 8.        | 8    | Wang Xueer              | China         | 27,20 |                  |

#### Semifinal 2
| Colocação | Raia | Nome              | Nacionalidade  | Tempo | Notas |
| --------- | ---- | ----------------- | -------------- | ----- | ----- |
| 1.        | 5    | Etiene Medeiros   | Brasil         | 26,00 | Q     |
| 2.        | 4    | Alexandra DeLoof  | Estados Unidos | 26,12 | Q     |
| 3.        | 7    | Marija Kamieniewa | Rússia         | 26,29 | Q     |
| 4.        | 6    | Katinka Hosszú    | Hungria        | 26,37 | Q     |
| 5.        | 3    | Daryna Zewina     | Ucrânia        | 26,45 | Q     |
| 6.        | 2    | Mie Nielsen       | Dinamarca      | 26,65 |       |
| 7.        | 1    | Maaike de Waard   | Países Baixos  | 26,70 |       |
| 8.        | 8    | Silvia Di Pietro  | Itália         | 27,21 |       |

### Final
A final teve sua disputa realizada em 10 de dezembro.
| Colocação         | Raia | Nome              | Nacionalidade  | Tempo | Notas |
| ----------------- | ---- | ----------------- | -------------- | ----- | ----- |
| Medalha de ouro   | 4    | Etiene Medeiros   | Brasil         | 25,82 |       |
| Medalha de prata  | 7    | Katinka Hosszú    | Hungria        | 25,99 |       |
| Medalha de bronze | 5    | Alexandra DeLoof  | Estados Unidos | 26,14 |       |
| 4.                | 3    | Marija Kamieniewa | Rússia         | 26,15 |       |
| 5.                | 6    | Emily Seebohm     | Austrália      | 26,16 |       |
| 6.                | 8    | Daryna Zewina     | Ucrânia        | 26,40 |       |
| 7.                | 1    | Kathleen Dawson   | Reino Unido    | 26,42 |       |
| 8.                | 2    | Kylie Masse       | Canadá         | 26,46 |       |

Legenda
| Recorde mundial       | Recorde mundial (World record)               |                       | Recorde africano                      | Recorde africano (African) |                                           | Q | Classificado por posição (Qualified) |
| Recorde do campeonato | Recorde do campeonato (Championship record)  | Recorde da América    | Recorde da América (Americas)         | q                          | Classificado por melhor tempo (Qualified) |   |                                      |
| Melhor marca do ano   | Melhor marca do ano (World leading)          | Recorde asiático      | Recorde asiático (Asian)              | DNS                        | Não largou (Did not start)                |   |                                      |
| Recorde nacional      | Recorde nacional (National record)           | Recorde europeu       | Recorde europeu (European)            | DNF                        | Não terminou (Did not finish)             |   |                                      |
| Recorde pessoal       | Recorde pessoal do atleta (Personal best)    | Recorde da Oceania    | Recorde da Oceania (Oceania)          | DSQ / DQ                   | Desclassificado (Disqualified)            |   |                                      |
| Recorde da temporada  | Recorde da temporada do atleta (Season best) | Recorde sul-americano | Recorde sul-americano (South America) | NM                         | Sem marca (No mark)                       |   |                                      |